# 籃瑪烈
籃瑪烈（英語：Joy Margaret Randall，1943年—2020年7月10日），加拿大護理師、長老教會宣教師，長年在臺灣彰化基督教醫院奉獻，獲第十屆醫療奉獻獎。

## 生平
籃瑪烈英文名為Joy Margaret Randall，1943年生於加拿大安大略省科堡，有三名弟弟。十四歲時，她九歲的妹妹罹患腎衰竭，臥病數年後去世，因此決定要讀護理助人。1962年，她畢業於貝爾維爾護理學校。畢業後，她即返鄉到一所綜合醫院服務，不久即升任加護病房及夜間護理督導，她覺得病人除了生理照護需求外，更需心理撫慰，便隻身前往多倫多長老教會學習神學。
籃瑪烈想到該年代醫療資源嚴重不足的奈及利亞幫助剛出生面臨夭折的嬰兒，遂選擇讀阿爾伯塔大學產科護理。但學成後，正逢奈及利亞內戰正熾，教會不敢貿然派她前往，聽從剛從苗栗縣山區回來的牧師建議下去臺灣，正巧蘭大弼主持下的彰化基督教醫院正在擴充門診規模，剛好缺產房護理師。1969年11月，她搭飛機到臺北松山機場，因不懂中華民國國語與臺灣閩南語，便聽從蘭大弼建議先留在臺北市學語言，有空時就到馬偕醫院婦產科作義工順便練習對話。
當時，彰化的醫療資源不充裕，衛生環境也差，小兒麻痺與寄生蟲仍十分流行，住院的小病號不是拄著不合適的拐杖，就是滿地爬行，一大早小兒科門診和急診會擠滿挺著大肚子的兒童病患。籃瑪烈來彰基後，除將新護理觀念、設備、技術帶來，也建立新管理制度。每次回加拿大休假時，她就努力募款，購買新醫療器材，並像聖誕老人那樣大包小包扛回台灣，還常努力為殘疾棄嬰尋找新家，買維他命丸給較窮的病人。她會以聊天方式來發覺有經濟困難的病家，並即轉介給社會服務室，代為解決，因此即使下班回到宿舍，還不時有病家找她求助。她也不時穿梭病房，定時為小病童投藥，面對這些小病童總愛喊「胖胖阿姨」，也不以為意。工作之餘，她在醫院指導查經班，到基督教青年會教外語，直到外籍教師較多了，才停止外語課程。受其影響，原先已退休、住在台中的黎安德每週二、五來彰化作義工。
籃瑪烈長年以院為家，未婚，院長黃昭聲與第九屆醫療奉獻獎得主蔡陽昆均推薦她，成為第十屆的醫療奉獻獎得主之一。2004年3月11日，縣長翁金珠頒發榮譽縣民給7月即將退休返回加拿大的籃瑪烈。
2020年7月10日，籃瑪烈於加拿大去世。